# Cellaria novanglia
Cellaria novanglia is een mosdiertjessoort uit de familie van de Cellariidae. De wetenschappelijke naam van de soort is voor het eerst geldig gepubliceerd in 2012 door Winston & Hayward.